# Циркульний корпус НаУКМА
50°27′52″ пн. ш. 30°31′09″ сх. д. / 50.46444° пн. ш. 30.51917° сх. д.
Циркульний (Ковнірівський) корпус — корпус Національного університету «Києво-Могилянська академія», який споруджений на Контрактовій площі.

## Історія

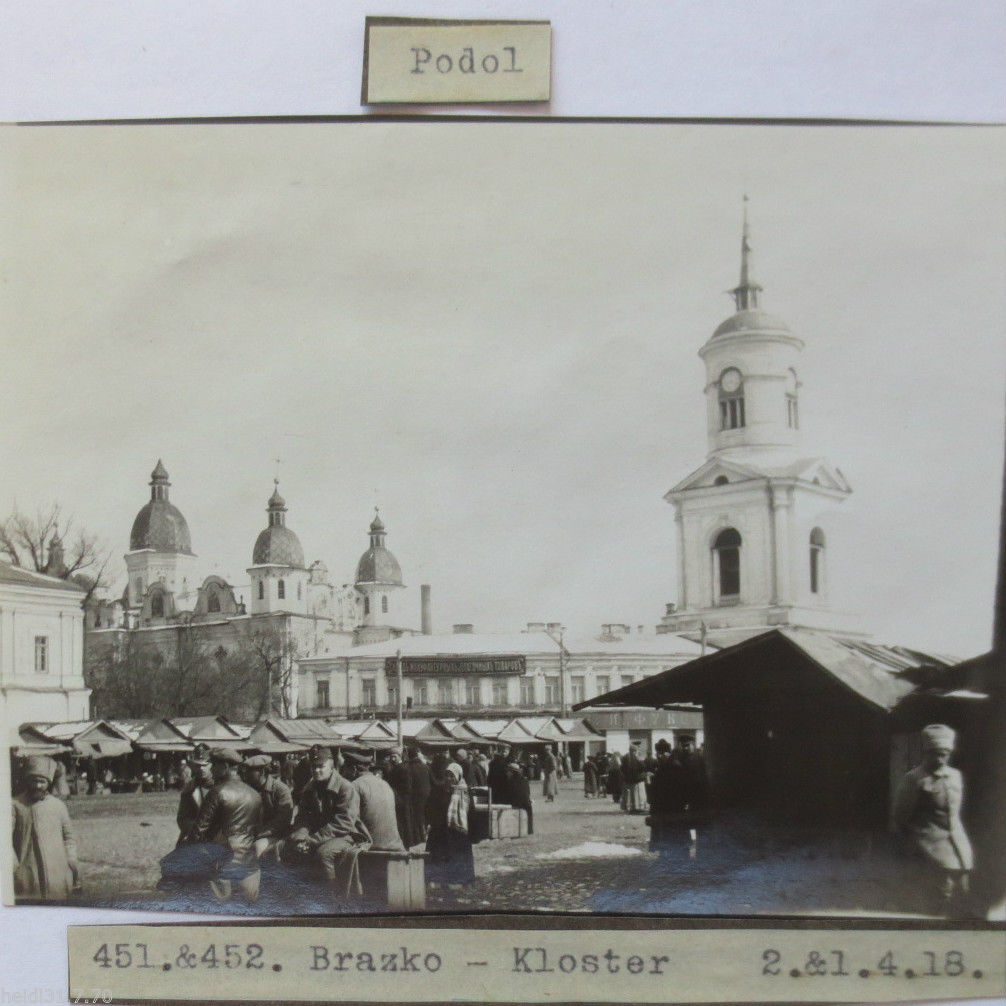
Торгові ряди та дзвіниця у 1918 році

В основі сучасної середньої частини будівлі (головний вхід з колонами) — перший ярус дзвіниці Братського монастиря, збудованої архітектором С. Д. Ковніром у 1756-59 роках (не збереглась). Перший поверх будівлі зведено у 1899 році, спершу то були одноповерхові торгові ряди. За п'ять років добудовано другий поверх, а у 1953 — третій.
Перебудовано в радянські роки військово-політичним училищем.

## Сучасність
Влітку 2013 року зроблено ремонт. Зараз там розташовуються:
- Факультет природничих наук;
- Загальноуніверситетська кафедра англійської мови;
- Українсько-канадська школа англійської мови;
- Кафедра української мови;
- Кафедра загального та слов'янського мовознавства;
- Загальноуніверситетська кафедра фізичного виховання;
- Спортивна зала;
- Господарські служби.